# 徐州站
徐州站位于中华人民共和国江苏省徐州市云龙区津浦西路，是陇海铁路与京沪铁路交会车站。火车站原隶属济南铁路局管辖，2008年3月改由上海铁路局管辖。现为客运一等站。该站因地处老城区以东常常被当地市民称为“火车东站”，与徐州高铁车站徐州东站并无关系。

## 历史

### 早期历史
津浦铁路徐州府站始建于1909年6月，由英国建筑师小古龙设计，中国人张伯、陈正庭承建。车站站址位于子房山（鸡鸣山）西侧。车站站房竣工于1910年1月，称徐州府站，为英国风格的砖木结构平房建筑。车站站房竣工后，接入津浦铁路正线：铺设了两股旅客列车接发站台；候车室用竹杆苇席搭起车站候车室，内设几条条椅；建筑面积为2736平方米的车头房（机务段）亦同时兴建。1910年，徐州府站建成通车，徐州当地士绅参加了通车典礼，当地居民也争相围观。因位于东城门外，徐州人习称东站。
1915年由比利时承建的陇海铁路接入徐州站，与由英国负责的津浦铁路负责各自独立运营：两线转乘旅客需要在车站下车换乘、货物则在车站进行倒装过轨的“联票运输”；但由于陇海线位于徐州境内的铜山县站（现徐州西站）无编组能力，故陇海线列车均委托津浦铁路管理局在徐州站南场进行编组。
1927年徐州府站改名徐州站。1931年6月开始，津浦、陇海两线列车开始试行直通运转。1936年车站又改名铜山站。1938年徐州会战时车站被日军炸毁，之后日军掌握陇海线后对车站实施军事管制。由于陇海线东段的连云港距离日本本土的门司港仅500海里，使得利用陇海线将中国获得的物资通过海运运送至日本本土十分方便，因此日占当局整修了徐州站站台，修建了6股火车道和站台旅客上下车的地下通道。增加了机务段中机车的数量，从原来的30辆增加到了40辆。

毛泽东在徐州站，1953年

抗战胜利后车站复名徐州站至今。1948年车站以及陇海线线路在淮海战役中再次被毁。1948年12月1日解放军攻占徐州后，徐州铁路和徐州政府紧急抢修在战争中被毁的铁路，1949年5月，全线修复通车，此时车站配有客场(客车到发线5股、停车线2股、旅客站台3座、站房和票房各1座)，货场(货车到发线7股、调车线12股、小货台4座、货房1座)、停车场(6股停车线)各1个及三角线1处。到发线有效长650米，调车线有效长400米，4条牵出线最长的403米，最短的341米，道岔144组。
一五计划后，铁路运量不断增长，原有的条件已不符合新的运输需求。1956年扩建编组场，使得到发线均延长至850米，牵出线亦相应延长，增加了平行进路；1957年10月，扩建了东站广场，新建了候车室。新候车室由建筑工程部北京第二工业建筑设计院设计，为红白相间的两层楼房，建筑面积4364平方米，可同时容纳两千多人候车，于1959年2月建成；1958年6月又由于大跃进后突然增长的运量，车站新建东编组场，1959年12月竣工。之后徐州站又进行了多次编组站的扩建计划，但由于铁道部意识到南京长江大桥通车后会导致徐州站不合理设计的编组场变得不堪重负，加之经济困难等因素，因此改为在孟家沟站（现徐州北站）新建编组站，徐州站编组场改为一级三场。

### 新客站
1979年，由于津浦、陇海复线的相继建成，运量逐年递增，徐州枢纽各项能力已届饱和，常处于半堵塞状态。1984年仅货物列车在站外等线一项，就造成直接经济损失150.8万元。1985年，徐州枢纽扩建工程被列为国家“七五”期间重点建设项目。徐州枢纽扩建工程涉及徐州站的项目包括：将津浦与陇海正线采用立交疏解，不再交叉干扰；扩建徐州机务段；扩建徐州客站；改建徐州车辆段为客车车辆段，迁建客车整备所。但客站相关工程直至1991年仍未开工建设，因此1991年铁道部责成第四勘测设计院修改原设计。1992年8月，徐州新客站工程正式开工，车站改造期间客运被分流至徐州西站和徐州站西运转场处理。1996年新客站竣工并投入使用，徐州站站房通过白色贴砖外立面、青色滤光玻璃、拱形天顶组成了类似风帆的造型，颇有即“一路顺风”的寓意，站名则由李可染题写。　
2007年年初，徐州站1、3站台由低站台改造为高站台。2007年4月18日，京沪铁路开行动车组列车，但运行初期并没有列车停靠徐州站。6月1日开始，D31/32次列车停靠徐州站。9月10日开始，开行郑州到上海的D88/5、D82/3次列车，徐州站是其中的一个停靠站；同年12月21日起，新增加青岛至汉口的D151/153次和济南至郑州的D157/158次两对动车组列车停靠徐州站。
2008年3月18日开始，徐州站由济南铁路局改为上海铁路局管辖。随后徐州市政府和上海铁路局决定对徐州站进行进一步改造。同年4月18日，徐州站开行至上海站的D473/474次动车组列车。2008年9月，徐州站改造工程启用。改造工程分为两期：第一期为车站站场改造工程，工程总投资2.5亿元，包括兴建无站台柱雨棚。工程于2008年年底完工；第二期工程为站房外立面改造，于2009年底开工，2010年2月14日完工。
2016年8月10日，徐州站至大湖站的联络线建成通车。

## 车站结构

### 站房
徐州站目前的站房修建于2009年，由中铁十局建筑公司承建。站房采用中轴对称、典雅庄重的风格，以配合徐州整体的历史氛围。现站房建筑面积为3.3万平方米，主楼高45米，共有8层。车站采用高架进站、线上候车、地道出站的流程方式组织旅客。售票大厅位于站房左侧，设有30个售票窗口、22台自助售（取）票机。站房内一共有十个候车室，候车室面积共9851㎡，可同时容纳1万人候车：其中除软席候车室设置在一楼外，其余候车室均设置在高架2楼，横跨站场股道。在2009年的改造后，位于高架二层的候车室由8个合并为7个，中庭南侧为第二、第三、第四候车室，北侧为第五、第六、第七、第八、第九候车室；目前主要使用第二、第三、第四、第九候车室。
- 售票处
- 俯瞰进站大厅
- 第八候车室
- 出站地下通道

### 站场
徐州站站场规模为5座站台，站台编号为1-9号，全部为高站台；站内设有9股到发线（有效长度为650米）及1股走行线，可同时接发4个方向的列车。每座站台均有通往候车室的楼梯，以及设有旅客、行包、邮政地下通道。站台被高度18.5米、面积达46000平方米的无站台柱雨棚覆盖，是苏北地区第一个配备无柱雨棚的车站。值得一提的是，徐州站并没有6号站台。
徐州站站场通过十条线路邻接六个车站。京沪上下行线供经京沪线运行的客车使用，上行侧（北侧）接徐北上到场和下发场，下行侧（南侧）接高家营站；陇海上下行线供经陇海线运行的旅客列车使用，东侧接大湖站、西侧接徐州西站；北咽喉另有邻接徐州折返段的小运转线，南咽喉则另有邻接徐州南站的东到线，徐州客机折返段位于车站南咽喉。
由于多趟列车需在徐州站进行换挂、换司机等技术作业，再加上众多列车过站需切割正线，比如车站西北咽喉陇海线上下行位于京沪线上下行正线西侧，东南咽喉陇海线上下行外包京沪线上下行正线，导致自西陇海至东陇海方向的列车在经过徐州站时需切割京沪下行线，使得停站列车存在较为严重的晚点情况。

## 利用状况
徐州站是京沪铁路和陇海铁路的交汇车站，办理蚌埠、商丘、连云港、济南等方向的旅客列车。2017年“4.16”调图后，车站日均接发列车109.5对219列，换挂机车204台次：除了在车站办理客运业务的列车外，还有部分对外公布时刻表中显示不停靠徐州的列车也会在徐州站技术停车（比如Z29/30次列车等）。“两多两少”是徐州站的最显著特点：过路车多、始发车少；夜间车多、白天车少。车站在办理售票业务的193趟客车中，始发列车仅为10对，其中跨局列车4.5对；而夜间到发的客车占全天的三分之二，安全压力巨大。

### 始发列车
| 列车所属路局 | 车次         | 目的地   |
| ------------ | ------------ | -------- |
| 上海铁路局   | K161（隔日） | 桂林北   |
| 上海铁路局   | K301、K677   | 廣州白雲 |
| 上海铁路局   | K1091        | 福州     |
| 上海铁路局   | K8373        | 连云港东 |

### 過路列车
| 列車所属路局   | 站点 |
| -------------- | --- |
| 北京局集团     | 北京、上海、石家莊、南通（淡季停開） |
| 成都局集团     | 成都西、崑山、上海、揚州 |
| 哈尔滨局集团   | 哈尔滨西、南京、上海、杭州、溫州、齊齊哈爾、泰州、合肥、佳木斯                                                                                     |
| 呼和浩特局集团 | 包头、杭州、溫州、呼和浩特、上海 |
| 济南局集团     | 重慶西、濟南、乌鲁木齐、西寧、青島北、廣州、煙台、成都西、寧波、濟南、貴陽、煙台、威海、武昌、聊城（淡季停開）、金華（淡季停開）、福州（淡季停開） |
| 昆明局集团     | 昆明、連雲港東 |
| 兰州局集团     | 蘭州、銀川、崑山、杭州、上海、揚州 |
| 南昌局集团     | 連雲港東、南昌、北京（淡季停開）、福州（淡季停開）                                                                                                 |
| 青藏铁路公司   | 拉薩、西寧、上海 |
| 上海局集团     | 蘭州、杭州、連雲港東、北京豐臺、北京、合肥、南通、青島北、溫州（金溫公司擔當）                                                                     |
| 沈阳局集团     | 瀋陽北、長春、吉林、通遼、大连、上海、寧波、南通、溫州                                                                                             |
| 太原局集团     | 太原、連雲港東、海門、大同、上海、臨汾、蘇州 |
| 乌鲁木齐局集团 | 上海、南通、乌鲁木齐 |
| 武汉局集团     | 連雲港東、武昌 |
| 西安局集团     | 上海、西安、宝鸡、煙台、連雲港東、延安 |
| 郑州局集团     | 上海、安陽、新鄉、崑山、鄭州、啓東、洛陽、煙台 |

## 下辖车站
徐州站下辖徐州东站、徐州南站、窑场站、徐兰高速铁路砀山南至徐州东、以及徐盐客运专线徐州东至睢宁等站。

## 接驳交通

### 地铁
地铁徐州火车站站位于站前大马路与复兴路路口西侧、原白云大厦、同和裕银号旧址处，目前有1号线和3号线经过。

### 公交
- 徐州站：1路、3路、68路、604路、613路、游5路、双层观光巴士（仅在周末与节假日开行）、50路、11路、11路附线、20路、41路、13路、25路、K25路、26路、51路、118路、118路附线、601路、16路、103路、722路、92路、503路、909路等。